# 公認会計士 清風会
公認会計士 清風会（こうにんかいけいし せいふうかい）は、1972年に発足した若手公認会計士の任意団体である。
略称は清風会（せいふうかい）。

## 概要
700名を超す公認会計士が所属し、月例会と呼ばれる講義及び交流会を行っている。また月例会等を運営する世話人は45歳までであり、代表世話人と呼ばれる清風会の代表の任期は1年である。なお、月例会等参加者についての年齢制限等はない。また、歴代の代表世話人からは複数の公認会計士協会東京会の会長を輩出している。

## 沿革
1972年に公認会計士協会の執行部にのみ公認会計士の直面する課題解決を期待するのではなく、若手公認会計士の意見を集合し公認会計士制度の発展のために主体的に参画することの必要性を強く持った若手公認会計士により発足された。
「青年公認会計士の交流を通じて、制度の発展と公認会計士の社会的経済的地位の向上に寄与すること」を会則に掲げ、現在まで若手の公認会計士の研鑚及び交流を支援する活動を行っている。

## 歴代代表世話人
歴代の代表世話人を示す。
- 第1期 小林晟祐
- 第2期 兼山金刀圀
- 第3期 宇都木孝一
- 第4期 木村隆一
- 第5期 木村久彌
- 第6期 石原光夫
- 第7期 高森啓至
- 第8期 高橋瞳
- 第9期 神山敏夫
- 第10期 一之瀬由明
- 第11期 梅田源一
- 第12期 手島英男
- 第13期 山本義昌
- 第14期 渡辺俊之
- 第15期 繁田勝男
- 第16期 原田恒敏
- 第17期 柳澤義一
- 第18期 淺井万富
- 第19期 藤田世潤
- 第20期 類家元之
- 第21期 高品彰
- 第22期 光成卓郎
- 第23期 佐々木貴司
- 第24期 小林靖
- 第25期 西山茂
- 第26期 中尾健
- 第27期 尾崎昌宏
- 第28期 秋葉陽
- 第29期 猪岐幸一
- 第30期 佐藤裕紀
- 第31期 金子健紀
- 第32期 鍋島俊吾
- 第33期 山田咲道
- 第34期 吉井敏昭
- 第35期 中村元彦
- 第36期 高橋克典
- 第37期 吉田博之
- 第38期 櫻井秀秋
- 第39期 矢野拓也
- 第40期 伊藤耕一郎
- 第41期 印具毅雄
- 第42期 森滋昭
- 第43期 冨田建
- 第44期 小黒健三
- 第45期 木村喬
- 第46期 齋竹亙
- 第47期 吉田恵美
- 第48期 金子禎秀
- 第49期 貝井秀則
- 第50期 齊藤公彦
- 第51期 加藤賢